# Кени Ачесън
Кенет Хенри „Кени“ Ачесън (на английски: Kenneth Henry „Kenny“ Acheson, роден на 27 ноември 1957 година в Куукстаун, Северна Ирландия) е британски автомобилен състезател, бивш пилот във Формула 1 от 1983 до 1985 година с болид на РАМ (RAM).
Най-високото му класиране е 12-о място в състезанието за Голямата награда на ЮАР през 1983 г., а през 1985 година замества Манфред Винкелхок, който загива в болида си.